# Snettisham
Snettisham – wieś w Anglii, w hrabstwie Norfolk, w dystrykcie King’s Lynn and West Norfolk. Leży 61 km na północny zachód od Norwich i 158 km na północ od Londynu. Miejscowość liczy 2374 mieszkańców.